# Central Tejo (complesso architettonico)
Il complesso architettonico della centrale Tejo, dopo le successive trasformazioni e ampliamenti nel corso degli anni, si mantiene ancora in perfette condizioni di conservazione. Si tratta di un grande complesso di capannoni della prima metà del XX secolo, riutilizzato per fini museali. Il suo rivestimento esterno in mattoni, elemento unificante del complesso, lo evidenzia tra tutti gli altri edifici circostanti e dà una estetica molto particolare. È, tuttavia, al suo interno, che si trova una struttura in ferro che sostiene tutto l'edificio – la vera spina dorsale della centrale Tejo.

## La primitiva centrale Tejo
Prima del complesso industriale attuale, esisteva nello stesso luogo una piccola “fabbrica di energia elettrica”, la primitiva centrale Tejo, popolarmente chiamata centrale della Junqueira, data la sua prossimità alla strada che portava lo stesso nome. Non è rimasto niente di questo edificio, costruito nel 1909, basato sul progetto dell'ingegner Lucien Neu e costruito da Charles Vieillard e Fernand Touzet. Aveva un'estetica chiaramente modernista e decorazioni localizzate, principalmente, nelle sue facciate nord e sud. Dal lato occidentale dell'edificio principale, esistevano altri capannoni industriali che ospitavano le caldaie. Da questa antica centrale si elevavano le snelle ciminiere, una in mattoni e una in ferro, a forma di cono rovesciato.
Le facciate nord e sud dell'edificio principale, dove si trovavano i generatori, erano decorate nello stesso modo delle altre strutture dell'architettura del ferro, come stazioni ferroviarie e mercati, con influenze del modernismo, che era arrivato da poco in Portogallo. Esse erano suddivise in tre sezioni, separate da paraste, fragili piccole depressioni che correvano orizzontalmente e, nel coronamento di tutto, un grande frontone spezzato.
Le parti laterali presentavano due sezioni: l'inferiore con un architrave in cima e la superiore sormontata da un arco ad incasso. La sezione centrale, più grande delle laterali, si distingueva per la sua grande sezione che percorreva la facciata dalla base fino al tetto, entrando proprio attraferso il frontone e obbligandolo a sollevarsi. Nella cornice ornamentale dell'arco a tutto sesto, inciso in tegola, si poteva leggere: 1909 / C ªs Reunidas de Gas e Eletricidade / Estação Elétrica Central Tejo (1909 / Compagnie Riunite di Gas ed Elettricità / Stazione Elettrica Centrale Tejo).
Della fine del XIX secolo, erano gli edifici industriali dell'antico zuccherificio localizzate accanto alla centrale, proprietà della Companhia de Açúcar de Moçambique (Compagnia dello Zucchero del Mozambico). Queste vennero acquistate all'epoca dell'inizio della demolizione della primitiva centrale Tejo.
Si trattava di una piccola fabbrica, senza grandi ornamenti, ma con una forma molto caratteristica. Era composta da due settori longitudinali, con copertura a forma di sega, una torre centrale che funzionava come silo e quattro settori trasversali nella parte occidentale, coperti con tetti a due falde. Tutti i settori erano protetti da una cornice di mattoni e integrati con un arco sommerso.

## Attuale centrale Tejo

### Fase di bassa pressione
L'inizio della costruzione dell’edificio di bassa pressione avvenne negli anni 1910, anche se numerose estensioni furono costruite fino al 1930. La sua costruzione era caratterizzata dal modernismo. Aveva una struttura in ferro ed era rivestita con il caratteristico mattone, che sarà utilizzato anche nell'edificio dell'alta pressione.
L'antica sala delle caldaie era costituita da quattro sezioni industriali, tre uguali e la quarta più grande, coperte con tetti a due falde, che creavano un unico spazio interno. Sul lato orientale, e trasversalmente a queste, esistevano altre due sezioni con la stessa estetica modernista, anche se la più remota, cioè l'edificio della sottostazione, non aveva un tetto a due falde.
Le sue facciate relativamente basse si evidenziavano per le loro grandi finestre verticali, coronate da archi a tutto sesto. Sopra, una sorta di frontone con bordi evidenziati e con un architrave chiudeva lo spazio. Sotto tutto questo, una base piatta sulla quale non si vedevano i mattoni, decorata con cornici di archi incassati simulanti aperture (alcune di esse erano realmente dei vani), sosteneva il resto della facciata.
La facciata della sala delle macchine merita particolare attenzione. Fra tutte, era quella che offriva più motivi decorativi e più dettagli legati al modernismo, come era accaduto nella primitiva centrale Tejo e nella maggior parte delle centrali elettriche dell'epoca, (forse perché la camera delle macchine era il cuore che generava l'energia prodotta nella centrale), senza, tuttavia, scontrarsi con l'estetica del complesso. Alla base vi erano alcune differenze in relazione alle altre facciate: la parete era rivestita di pietra scolpita, con l'eccezione degli strati inferiori, senza rifinitura e sulle aperture ad arco, finiva con una chiave.
Già a livello del rivestimento in mattoni, si presentavano anche tre grandi finestre sormontate da archi a tutto sesto, con il centrale leggermente più grande, e una cornice continua, con una chiave in cima agli archi, che attraversava l'intera facciata fino ai lati dell'edificio. La parte superiore della facciata,  costituita da un frontone spezzato, presentava caratteristiche cornici decorative, fatte in mattoni simulando archi lombardi. Nelle estremità della facciata, erano presenti pilastri che sorgevano dalla base e si sollevavano fino al frontone, simili a due piccole torri delle facciate di chiesa. Le facciate longitudinali presentavano una composizione armonica, con una divisione in tre aree separate da grandi pilastri; in ognuna di queste aree esistevano tre grandi finestre verticali, ornate con una cornice.

### Fase di alta pressione
Nell'edificio dell'alta pressione, i motivi decorativi erano differenti da quelli dell'edificio a bassa pressione, dove le influenze classicistiche, guadagnavano altezza e monumentalità; tuttavia, ripeteva la stessa estetica del rivestimento in mattoni. All'interno, con la somiglianza di ciò che accadeva nella sala delle caldaie a bassa pressione, il solaio che separava i depositi delle ceneri dalle caldaie era coperta con piccole cupole parallele di mezzo vano, in cui l'unica differenza tra loro era nel fatto che nella bassa pressione queste erano di ceramica e, nell'alta pressione, di calcestruzzo.
L'edificio venne costruito negli anni quaranta, con influenze classiche dei palazzi rinascimentali, riflesso fedele del periodo e del contesto autoritario che all'epoca albergava in Portogallo.
La sua struttura era una vera opera di ingegneria; un lavoro dell'architettura del ferro, senza precedenti a Lisbona, che non solo sosteneva tutto il rivestimento in mattoni come le caldaie, le ciminiere ed il serbatoio dell'acqua, sistemati sulla sommità dell'edificio.
Esteticamente, la facciata seguiva i modelli di un palazzo del rinascimento, presentandosi suddivisa in basamento, paraste e trabeazione. Il corpo principale disponeva di ampie vetrate che terminavano con archi a tutto sesto con chiave centrale e delineati da una cornice che copriva l'intera facciata; tra loro si trovavano grandi paraste che attraversavano l'intera facciata, dalla base alla parte superiore della trabeazione.
La trabeazione superiore presentava due fregi indipendenti. La parte inferiore era decorata con cassettoni ciechi, segnati da cornici; la parte superiore mostrava la stessa organizzazione, ma con gli spazi delineati da cornici implementate nelle finestre.
Nella parte più vicina dell'edificio di bassa pressione, si ergeva una piccola torre, e sopra ogni altra cosa, le quattro ciminiere delle caldaie ad alta pressione e l'intero meccanismo di estrazione dei fumi e lo sfruttamento dell'aria.
Così oggi, la centrale Tejo si distingue da tutti gli edifici circostanti, non solo a causa della sua monumentalità ma anche per la sua estetica in mattoni, che rende addirittura difficile credere che, in altri tempi, era una fabbrica di elettricità.